# Japan op de Olympische Zomerspelen 2000
Japan nam deel aan de Olympische Zomerspelen 2000 in Sydney, Australië. 

## Medailleoverzicht
| Sport            | Olympiër | Onderdeel                | Medaille |
| ---------------- | --- | ------------------------ | -------- |
| Atletiek         | Naoko Takahashi | marathon (v)             | Goud     |
| Judo             | Tadahiro Nomura | -60kg (m)                | Goud     |
| Judo             | Makoto Takimoto | -81kg (m)                | Goud     |
| Judo             | Kosei Inoue | -100kg (m)               | Goud     |
| Judo             | Ryoko Tamura | -48kg (v)                | Goud     |
| Judo             | Shinichi Shinohara | +100kg (m)               | Zilver   |
| Judo             | Noriko Narazaki | -52kg (v)                | Zilver   |
| Softbal          | Reika Utsugi Miyo Yamada Noriko Yamaji Haruka Saito Juri Takayama Hiroko Tamoto Mariko Masubuchi Naomi Matsumoto Emi Naito Kazue Ito Yoshimi Kobayashi Shiori Koseki Misako Ando Yumiko Fujii Taeko Ishikawa | vrouwen                  | Zilver   |
| Synchroonzwemmen | Miya Tachibana Miho Takeda | duet                     | Zilver   |
| Synchroonzwemmen | Juri Tatsumi Yoko Yoneda Yuko Yoneda Rei Jimbo Ayano Egami Raika Fujii Miya Tachibana Yoko Isoda Miho Takeda                                                                                                 | team                     | Zilver   |
| Worstelen        | Katsuhiko Nagata | -69kg Grieks-Romeins (m) | Zilver   |
| Zwemmen          | Mai Nakamura | 100m rugslag (v)         | Zilver   |
| Zwemmen          | Yasuko Tajima | 400m wisselslag (v)      | Zilver   |
| Judo             | Kie Kusakabe | -57kg (v)                | Brons    |
| Judo             | Mayumi Yamashita | +78kg (v)                | Brons    |
| Taekwondo        | Yoriko Okamoto | -67kg (v)                | Brons    |
| Zwemmen          | Miki Nakao | 200m rugslag (v)         | Brons    |
| Zwemmen          | Junko Onishi Masami Tanaka Sumika Minamoto Mai Nakamura | 4x100m wisselslag (v)    | Brons    |

## Deelnemers en resultaten
(m) = mannen, (v) = vrouwen

### Atletiek
| Olympiër                                                  | Onderdeel                | Resultaat | Prestatie                                                                         |
| --------------------------------------------------------- | ------------------------ | --------- | --------------------------------------------------------------------------------- |
| Koji Ito                                                  | 100m (m)                 | 13e       | serie 11: 3de in 10,45 kwartfinale 4: 3de in 10,25 halve finale 1: 7de in 10,39   |
| Shingo Kawabata                                           | 100m (m)                 | 40e       | serie 4: 3de in 10,39 kwartfinale 1: 8ste in 10,60                                |
| Shigeyuki Kojima                                          | 100m (m)                 | 61e       | serie 9: 6de in 10,59                                                             |
| Koji Ito                                                  | 200m (m)                 | 13e       | serie 2: 2de in 20,75 kwartfinale 2: 4de in 20,56 halve finale 2: 7de in 20,67    |
| Shingo Suetsugu                                           | 200m (m)                 | 14e       | serie 6: 2de in 20,60 kwartfinale 1: 4de in 20,37 halve finale 2: 8ste in 20,69   |
| Jun Osakada                                               | 400m (m)                 | 31e       | serie 3: 4de in 45,88 kwartfinale 2: 8ste in 46,15                                |
| Kenji Tabata                                              | 400m (m)                 | 48e       | serie 8: 6de in 46,59                                                             |
| Takahiko Yamamura                                         | 400m (m)                 | 40e       | serie 1: 5de in 46,25                                                             |
| Katsuhiko Hanada                                          | 5000m (m)                | 23e       | serie 1: 10de in 13.41,31                                                         |
| Toshinari Takaoka                                         | 5000m (m)                | 15e       | serie 2: 5de in 13.29,99 finale: 15de in 13.46,90                                 |
| Katsuhiko Hanada                                          | 10000m (m)               | 15e       | serie 2: 3de in 27.45,13 finale: 15de in 28.08,11                                 |
| Toshinari Takaoka                                         | 10000m (m)               | 7e        | serie 1: 5de in 27.59,95 finale: 7de in 27.40,44                                  |
| Satoru Tanigawa                                           | 110m horden (m)          | 25e       | serie 6: 5de in 13,74 kwartfinale 1: 7de in 13,94                                 |
| Hideaki Kawamura                                          | 400m horden (m)          | 32e       | serie 4: 4de in 50,68                                                             |
| Dai Tamesue                                               | 400m horden (m)          | 62e       | serie 8: 8ste in 1.01,81                                                          |
| Kazuhiko Yamazaki                                         | 400m horden (m)          | 26e       | serie 2: 7de in 50,15                                                             |
| Shingo Kawabata Koji Ito Shingo Suetsugu Nobuharu Asahara | 4x100m (m)               | 13e       | serie 2: 2de in 38,52 halve finale 2: 3de in 38,31 (AR) finale: 5de in 38,31 (AR) |
| Shunji Karube Jun Osakada Kenji Tabata Takahiko Yamamura  | 4x400m (m)               | 15e       | serie 1: 1ste in 3.05,21 halve finale 2: 8ste in 3.13,63                          |
| Takayuki Inubushi                                         | marathon (m)             | DNF       | niet gefinisht                                                                    |
| Shinji Kawashima                                          | marathon (m)             | 21e       | 2:17.21                                                                           |
| Nobuyuki Sato                                             | marathon (m)             | 41e       | 2:20.52                                                                           |
| Daisuke Ikeshima                                          | 20km snelwandelen (m)    | 27e       | 1:25.34                                                                           |
| Satoshi Yanagisawa                                        | 20km snelwandelen (m)    | 22e       | 1:25.03                                                                           |
| Fumio Imamura                                             | 50km snelwandelen (m)    | 36e       | 1:25.34                                                                           |
| Akihiko Koike                                             | 50km snelwandelen (m)    | DSQ       | gediskwalificeerd                                                                 |
| Masaki Morinaga                                           | verspringen (m)          | 23e       | kwalificatie groep A: 9de met 7,84m                                               |
| Daisuke Watanabe                                          | verspringen (m)          | DNF       | kwalificatie groep B: geen geldige poging                                         |
| Takanori Sugibayashi                                      | hink-stap-springen (m)   | 16e       | kwalificatie groep A: 6de met 16,67m                                              |
| Takahisa Yoshida                                          | hoogspringen (m)         | 27e       | kwalificatie groep A: 13de met 2,15m                                              |
| Manabu Yokoyama                                           | polsstokhoogspringen (m) | 25e       | kwalificatie groep B: 13de met 5,55m                                              |
| Koji Murofushi                                            | kogelslingeren (m)       | 9e        | kwalificatie: 3de met 78,49m finale: 9de met 76,60m                               |
|                                                           |                          |           |                                                                                   |
| Yoshiko Ichikawa                                          | 5000m (v)                | 18e       | serie 3: 7de in 15.23,41                                                          |
| Michiko Shimizu                                           | 5000m (v)                | 33e       | serie 1: 10de in 15.48,20                                                         |
| Megumi Tanaka                                             | 5000m (v)                | 26e       | serie 2: 9de in 15.39,83                                                          |
| Harumi Hiroyama                                           | 10000m (v)               | 20e       | serie 1: 5de in 32.07,68 finale: 20ste in 32.24,17                                |
| Yuko Kawakami                                             | 10000m (v)               | 10e       | serie 2: 8ste in 32.36,60 finale: 10de in 31.27,44                                |
| Chiemi Takahashi                                          | 10000m (v)               | 15e       | serie 2: 5de in 32.34,70 finale: 15de in 31.52,59                                 |
| Yvonne Kanazawa                                           | 100m horden (v)          | 20e       | serie 2: 5de in 13,13 kwartfinale 2: 6de in 13,11 halve finale 2: 8ste in 13,16   |
| Ari Ichihashi                                             | marathon (v)             | 15e       | 2:30.34                                                                           |
| Naoko Takahashi                                           | marathon (v)             | Goud      | 2:23.14 (OR)                                                                      |
| Eri Yamaguchi                                             | marathon (v)             | 7e        | 2:27.03                                                                           |
| Miki Imai                                                 | hoogspringen (v)         | 16e       | kwalificatie groep A: 9de met 1,92m                                               |
| Yoko Ota                                                  | hoogspringen (v)         | 11e       | kwalificatie groep B: 7de met 1,94m finale: 11de met 1,90m                        |

### Badminton
| Olympiër                     | Onderdeel      | Resultaat | Prestatie |
| ---------------------------- | -------------- | --------- | --- |
| Keita Masuda                 | enkelspel (m)  | 17e       | 1ste ronde: vrij 2de ronde: V van CHN Xia: 1-2 (4-15, 15-12, 8-15)                                                                                           |
| Hidetaka Yamada              | enkelspel (m)  | 40e       | 1ste ronde: vrij 2de ronde: V van INA Hidayat: 1-2 (5-15, 17-14, 8-15)                                                                                       |
|                              |                |           | |
| Takako Ida                   | enkelspel (v)  | 17e       | 1ste ronde: vrij 2de ronde: V van DEN Sorensen: 0-2 (12-13, 7-11)                                                                                            |
| Yasuko Mizui                 | enkelspel (v)  | 5e        | 1ste ronde: vrij 2de ronde: W van RUS Yakusheva: 2-0 (11-10, 11-6) 3de ronde: W van GBR Mann: 2-0 (11-9, 11-5) kwartfinale: V van CHN Gong: 0-2 (6-11, 3-11) |
| Kanako Yonekura              | enkelspel (v)  | 9e        | 1ste ronde: W van FRA Vattier: 2-0 (11-2, 11-3) 2de ronde: W van FIN Weckström: 2-0 (11-8, 11-2) 3de ronde: V van CHN Dai: 0-2 (2-11, 5-11)                  |
| Yoshiko Iwata Haruko Matsuda | dubbelspel (v) | 9e        | 1ste ronde: W van MRI Pierre/Sawaram: 2-0 (15-2, 15-2) 2de ronde: V van CHN Gao/Qin: 0-2 (5-15, 5-15)                                                        |
| Satomi Igawa Hiroko Nagamine | dubbelspel (v) | 17e       | 1ste ronde: V van RUS Ruslyakova/Yakusheva: 0-2 (9-15, 11-15)                                                                                                |

### Boksen
| Olympiër           | Onderdeel | Resultaat | Prestatie                                                      |
| ------------------ | --------- | --------- | -------------------------------------------------------------- |
| Kazumasa Tsujimoto | -54kg (m) | 9e        | 1ste ronde: W van MAR Oucheikh 2de ronde: V van CUB Rigondeaux |
| Hidehiko Tsukamoto | -57kg (m) | 17e       | 1ste ronde: V van CUB Aguilera                                 |

### Boogschieten
| Olympiër                                           | Onderdeel       | Resultaat | Prestatie |
| -------------------------------------------------- | --------------- | --------- | --- |
| Yuji Hamano                                        | individueel (m) | 42e       | plaatsingsronde: 35ste met 623 punten 1ste ronde: V van ITA Di Buò: 158-163 |
| Masafumi Makiyama                                  | individueel (m) | 15e       | plaatsingsronde: 50ste met 604 punten 1ste ronde: W van KAZ Li: 151-150 2de ronde: W van ITA Bisiani: 162-159 3de ronde: V van KOR Oh: 160-166                                                     |
| Takayoshi Matsushita                               | individueel (m) | 33e       | plaatsingsronde: 44ste met 614 punten 1ste ronde: V van POL Targoński: 164-166 |
| Yuji Hamano Masafumi Makiyama Takayoshi Matsushita | team (m)        | 14e       | plaatsingsronde: 13de met 1841 punten 1ste ronde: V van Turkije: 231-253 |
|                                                    |                 |           | |
| Mayumi Asano                                       | individueel (v) | 40e       | plaatsingsronde: 40ste met 621 punten 1ste ronde: V van CHN Yang: 154-156 |
| Sayoko Kawauchi                                    | individueel (v) | 5e        | plaatsingsronde: 6de met 654 punten 1ste ronde: W van CHI van Lamoen: 151-146 2de ronde: W van AUS Fairweather: 160-158 3de ronde: W van USA Scavotto: 159-157 kwartfinale: V van KOR Kim: 110-114 |

### Gewichtheffen
| Olympiër         | Onderdeel  | Resultaat | Prestatie                                                        |
| ---------------- | ---------- | --------- | ---------------------------------------------------------------- |
| Yasuji Kikuzuma  | -56kg (m)  | 15e       | trekken: 16de met 105kg stoten: 11de met 145kg totaal: 250kg     |
| Koki Tagashira   | -56kg (m)  | v13e      | trekken: 13de met 112,5kg stoten: 14de met 140kg totaal: 252,5kg |
| Hiroshi Ikehata  | -62kg (m)  | 6e        | trekken: 7de met 135kg stoten: 5de met 165kg totaal: 300kg       |
| Yoshihisa Miyaji | -69kg (m)  | 11e       | trekken: 5de met 150kg stoten: 11de met 170kg totaal: 320kg      |
| Hisaya Yoshimoto | +105kg (m) | DNF       | trekken: 13de met 180kg stoten: geen geldige poging              |
|                  |            |           |                                                                  |
| Kaori Niyanagi   | -48kg (v)  | 6e        | trekken: 7de met 75kg stoten: 3de met 100kg totaal: 175kg        |
| Mari Nakaga      | -53kg (v)  | 7e        | trekken: 9de met 77,5kg stoten: 7de met 105kg totaal: 182,5kg    |
| Yuriko Takahashi | -58kg (v)  | DNF       | trekken: 9de met 85kg stoten: geen geldige poging                |

### Gymnastiek
| Olympiër                                                                                      | Onderdeel                | Resultaat | Prestatie                                                             |
| Ritmisch                                                                                      | Ritmisch                 | Ritmisch  | Ritmisch                                                              |
| --------------------------------------------------------------------------------------------- | ------------------------ | --------- | --------------------------------------------------------------------- |
| Rieko Matsunaga                                                                               | individueel (v)          | 16e       | voorronde: 16de met 38,407 punten                                     |
| Ayako Inada Yukari Mizobe Yukari Murata Rie Nakashima Masami Nakata Madoka Okamori            | team (v)                 | 5e        | kwalificatie: 4de met 38,766 punten finale: 5de met 38,550 punten     |
| Trampoline                                                                                    |                          |           |                                                                       |
| Daisuke Nakata                                                                                | mannen                   | 12e       | kwalificatie: 12de met 53,20 punten                                   |
|                                                                                               |                          |           |                                                                       |
| Akiko Furu                                                                                    | vrouwen                  | 6e        | kwalificatie: 7de met 62,10 punten finale: 6de met 35,30 punten       |
| Turnen                                                                                        |                          |           |                                                                       |
| Naoya Tsukahara                                                                               | rekstok (m)              | 8e        | 8,825 punten                                                          |
| Norimasa Iwai                                                                                 | ringen (m)               | 7e        | 9,662 punten                                                          |
| Kenichi Fujita                                                                                | individuele meerkamp (m) | 25e       | kwalificatie: 20ste met 56,560 punten finale: 25ste met 55,874 punten |
| Mutsumi Harada                                                                                | individuele meerkamp (m) | 58e       | kwalificatie: 58ste met 46,974 punten                                 |
| Norimasa Iwai                                                                                 | individuele meerkamp (m) | 86e       | kwalificatie: 86ste met 28,699 punten                                 |
| Akihiro Kasamatsu                                                                             | individuele meerkamp (m) | 33e       | kwalificatie: 66ste met 38,311 punten                                 |
| Yoshihiro Saito                                                                               | individuele meerkamp (m) | 12e       | kwalificatie: 21ste met 56,487 punten finale: 12de met 57,361 punten  |
| Naoya Tsukahara                                                                               | individuele meerkamp (m) | 18e       | kwalificatie: 10de met 56,985 punten finale: 18de met 56,423 punten   |
| Kenichi Fujita Mutsumi Harada Norimasa Iwai Akihiro Kasamatsu Yoshihiro Saito Naoya Tsukahara | meerkamp team (m)        | 4e        | 229,857 punten                                                        |
|                                                                                               |                          |           |                                                                       |
| Miho Takenaka                                                                                 | individuele meerkamp (v) | 54e       |                                                                       |
| Kana Yamawaki                                                                                 | individuele meerkamp (v) | 27e       | 36,642 punten                                                         |

### Honkbal
| Olympiër | Onderdeel | Resultaat | Prestatie |
| --- | --------- | --------- | --- |
| So Taguchi Fumihiro Suzuki Nobuhiko Matsunaka Jun Haima Norihiro Nakamura Yukio Tanaka Yoshinori Okihara Osamu Nogami Yoshihiko Kajiyama Yoshikazu Doi Masato Kawano Shunsuke Watanabe Yuji Yoshimi Masanori Ishikawa Akichika Yamada Toshiya Sugiuchi Daisuke Matsuzaka Masanori Sugiura Shinnosuke Abe Kosuke Noda Tomohiro Iizuka Jun Hirose Norihiro Akahoshi Tomohiro Kuroki | mannen    | 4e        | groepsfase: 4de W van Verenigde Staten: 4-2 W van Nederland: 10-2 W van Australië: 7-3 W van Italië: 6-1 W van Zuid-Afrika: 8-0 V van Zuid-Korea: 6-7 V van Cuba: 2-6 halve finale: V van Cuba: 0-3 bronzen finale: V van Zuid-Korea: 1-3 |

| Groepsfase |                  |             |             |             |
| #          | Land             | Wedstrijden | Wedstrijden | Wedstrijden |
| #          | Land             | G           | W           | V           |
| 1          | Cuba             | 7           | 6           | 1           |
| 2          | Verenigde Staten | 7           | 6           | 1           |
| 3          | Zuid-Korea       | 7           | 4           | 3           |
| 4          | Japan            | 7           | 4           | 3           |
| 5          | Nederland        | 7           | 3           | 4           |
| 6          | Italië           | 7           | 2           | 5           |
| 7          | Australië        | 7           | 2           | 5           |
| 8          | Zuid-Afrika      | 7           | 1           | 6           |

| Ronde        | Datum  | Plaats     | Land | Score            | Land |
| ------------ | ------ | ---------- | ---- | ---------------- | ---- |
| Groepsfase   |        |            |      |                  |      |
| 17 september | Sydney | Japan      | 2-4  | Verenigde Staten |      |
| 18 september | Sydney | Nederland  | 2-10 | Japan            |      |
| 19 september | Sydney | Japan      | 7-3  | Australië        |      |
| 20 september | Sydney | Japan      | 6-1  | Italië           |      |
| 22 september | Sydney | Japan      | 8-0  | Zuid-Afrika      |      |
| 23 september | Sydney | Zuid-Korea | 7-6  | Japan            |      |
| 24 september | Sydney | Cuba       | 6-2  | Japan            |      |
| Halve finale |        |            |      |                  |      |
| 26 september | Sydney | Cuba       | 3-0  | Japan            |      |
| Finale       |        |            |      |                  |      |
| 27 september | Sydney | Japan      | 1-3  | Zuid-Korea       |      |

### Judo
| Olympiër           | Onderdeel  | Resultaat | Prestatie |
| ------------------ | ---------- | --------- | --- |
| Tadahiro Nomura    | -60kg (m)  | Goud      | 1ste ronde: vrij 2de ronde: W van CHN Jia: ippon 3de ronde: W van USA Greczkowski: ippon kwartfinale: W van SVK Matuszek: ippon halve finale: W van CUB Poulot: yuko finale: W van KOR Jung: ippon                                               |
| Yukimasa Nakamura  | -66kg (m)  | 7e        | 1ste ronde: W van LBA Ayad: ippon 2de ronde: W van TUN Lounifi: waza-ari 3de ronde: V van NED van Kalken: ippon herkansingen: W van MGL Nyamlkhagva: yuko herkansingen 2: W van KAZ Baglayev: ippon herkansingen 3: V van IRI Miresmaeili: ippon |
| Kenzo Nakamura     | -73kg (m)  | 9e        | 1ste ronde: vrij 2de ronde: W van ROU Bastea: waza-ari 3de ronde: W van POL Lewak: ippon kwartfinale: V van KOR Choi: ippon herkansingen: V van USA Pedro: waza-ari                                                                              |
| Makoto Takimoto    | -81kg (m)  | Goud      | 1ste ronde: vrij 2de ronde: W van KAZ Seilkhanov: waza-ari 3de ronde: W van ARG García: ippon kwartfinale: W van URU Paseyro: koka halve finale: W van FRA Bouras: waza-ari finale: W van KOR Cho: yuko                                          |
| Hidehiko Yoshida   | -90kg (m)  | 9e        | 1ste ronde: W van KAZ Shakimov: yuko 2de ronde: W van TUN Hachicha: ippon kwartfinale: V van BRA Honorato: ippon herkansingen: V van ESP González: walk-over                                                                                     |
| Kōsei Inoue        | -100kg (m) | Goud      | 1ste ronde: W van CUB Kessel: ippon 2de ronde: W van NZL Gowing: ippon kwartfinale: W van ISR Ze'evi: ippon halve finale: W van ITA Guido: waza-ari finale: W van CAN Gill: ippon                                                                |
| Shinichi Shinohara | +100kg (m) | Zilver    | 1ste ronde: vrij 2de ronde: W van BLR Sharapov: ippon 3de ronde: W van KAZ Berduta: ippon kwartfinale: W van CUB Sánchez: waza-ari halve finale: W van RUS Tmenov: ippon finale: V van FRA Douillet: yuko                                        |
|                    |            |           | |
| Ryoko Tamura       | -48kg (v)  | Goud      | 1ste ronde: vrij 2de ronde: W van CHN Zhao kwartfinale: W van UKR Lusnikova halve finale: W van PRK Cha finale: W van RUS Bruletkova |
| Noriko Narazaki    | -52kg (v)  | Zilver    | 1ste ronde: W van CAN Baillargeon 2de ronde: W van KOR Jang kwartfinale: W van ALG Souakri halve finale: W van CHN Liu finale: V van CUB Verdecia                                                                                                |
| Kie Kusakabe       | -57kg (v)  | Brons     | 1ste ronder: vrij 2de ronde: W van GBR Peel kwartfinale: V van ESP Fernández herkansingen: W van MGL Erdenet-Od herkansingen 2: W van AZE Huseynova bronzen finale: W van CHN Shen                                                               |
| Keiko Maeda        | -63kg (v)  | 14e       | 1ste ronder: vrij 2de ronde: V van USA Schutz |
| Masae Ueno         | -70kg (v)  | 9e        | 1ste ronder: vrij 2de ronde: W van MGL Tserenkhand kwartfinale: V van ESP Martín herkansingen: V van BEL Werbrouck |
| Noriko Anno        | -78kg (v)  | 16e       | 1ste ronder: vrij 2de ronde: V van ITA Pierantozzi |
| Kie Kusakabe       | +78kg (v)  | Brons     | 1ste ronder: vrij 2de ronde: W van RUS Rodina kwartfinale: W van USA Rosensteel halve finale: V van CUB Beltrán bronzen finale: W van FRA Cicot                                                                                                  |

### Kanovaren
| Olympiër        | Onderdeel    | Resultaat | Prestatie                     |
| Slalom          | Slalom       | Slalom    | Slalom                        |
| --------------- | ------------ | --------- | ----------------------------- |
| Taro Ando       | K-1 (m)      | 23e       | kwalificatie: 23ste in 442,54 |
| Vlakwater       |              |           |                               |
| Sayuri Maruyama | K-1 500m (v) | 16e       | serie 2: 8ste in 2.00,833     |

### Paardensport
| Olympiër                                                      | Onderdeel   | Resultaat | Prestatie                                                                     |
| Eventing                                                      | Eventing    | Eventing  | Eventing                                                                      |
| ------------------------------------------------------------- | ----------- | --------- | ----------------------------------------------------------------------------- |
| Daisuke Kato                                                  | individueel | DNF       | niet gefinisht                                                                |
| Shigeyuki Hosono Masaru Fuse Daisuke Kato Takeaki Tsuchiya    | team        | 9e        | 171,60 strafpunten                                                            |
| Springconcours                                                |             |           |                                                                               |
| Tadayoshi Hayashi                                             | individueel | 44e       | kwalificatie: 24ste met 21,75 strafpunten finale: 44ste met 24,00 strafpunten |
| Ryuma Hirota                                                  | individueel | 66e       | kwalificatie: 66ste met 82,25 strafpunten                                     |
| Takeshi Shirai                                                | individueel | 37e       | kwalificatie: 48ste met 37,00 strafpunten finale: 37ste met 16,25 strafpunten |
| Taizo Sugitani                                                | individueel | 25e       | kwalificatie: 45ste met 34,75 strafpunten finale: 25ste met 24,50 strafpunten |
| Tadayoshi Hayashi Ryuma Hirota Takeshi Shirai TTaizo Sugitani | team        | 11e       | 68,00 strafpunten                                                             |

### Roeien
| Olympiër                                                | Onderdeel              | Resultaat | Prestatie                                                                                                   |
| ------------------------------------------------------- | ---------------------- | --------- | --- |
| Hitoshi Hase Daisaku Takeda                             | lichte dubbel-twee (m) | 6e        | serie 4: 2de in 6.27,00 herkansingen: 1ste in 6.33,81 halve finale 2: 3de in 6.23,37 finale: 6de in 6.29,74 |
| Keisuke Murai Atsushi Obata Hiroya Sato Yasunori Tanabe | lichte vier-zonder (m) | 14e       | serie 1: 5de in 6.22,31 herkansingen: 5de in 6.18,56 halve finale 2: 3de in 6.23,37 finale: 6de in 6.29,74  |
|                                                         |                        |           | |
| Akiko Iwamoto Ayako Yoshida                             | lichte dubbel-twee (v) | 14e       | serie 1: 4de in 7.27,12 herkansingen: 5de in 7.23,36 finale C: 2de in 7.15,01                               |

### Schermen
| Olympiër       | Onderdeel  | Resultaat | Prestatie                                                                  |
| -------------- | ---------- | --------- | -------------------------------------------------------------------------- |
| Naoto Okazaki  | floret (m) | 33e       | 1ste ronde: V van KUW Ali: 6-15                                            |
| Masashi Nagara | sabel (m)  | 36e       | 1ste ronde: V van UKR Lukashenko: 7-15                                     |
|                |            |           |                                                                            |
| Yuko Arai      | floret (v) | 33e       | 1ste ronde: W van ALG Saïd-Guerni: 15-3 2de ronde: V van HUN Mohamed: 6-15 |
| Masashi Nagara | floret (v) | 26e       | 1ste ronde: V van ARG Carbone: 13-15                                       |

### Schietsport
| Olympiër           | Onderdeel                  | Resultaat | Prestatie                                                               |
| ------------------ | -------------------------- | --------- | ----------------------------------------------------------------------- |
| Masaru Yanagida    | 10m luchtgeweer (m)        | 34e       | kwalificatie: 34ste met 585 punten                                      |
| Naoki Kurita       | 50m geweer 3 houdingen (m) | 40e       | kwalificatie: 40ste met 1138 punten (384-371-383)                       |
| Naoki Kurita       | 50m geweer liggend (m)     | 35e       | kwalificatie: 35ste met 589 punten                                      |
| Masaru Nakashige   | 50m pistool (m)            | 14e       | kwalificatie: 14de met 558 punten                                       |
| Noriyuki Nishitani | 50m pistool (m)            | 23e       | kwalificatie: 23ste met 552 punten                                      |
| Masaru Nakashige   | 10m luchtpistool (m)       | 25e       | kwalificatie: 25ste met 573 punten                                      |
| Noriyuki Nishitani | 10m luchtpistool (m)       | 36e       | kwalificatie: 36ste met 564 punten                                      |
|                    |                            |           |                                                                         |
| Hiromi Misaki      | 10m luchtgeweer (v)        | 15e       | kwalificatie: 15de met 392 punten                                       |
| Hiromi Misaki      | 50m geweer 3 houdingen (v) | 40e       | kwalificatie: 37ste met 558 punten (197-181-180)                        |
| Michiko Fukushima  | 25m pistool (v)            | 5e        | kwalificatie: 3de met 585 punten (290-295) finale: 5de met 684,8 punten |
| Yoko Inada         | 25m pistool (v)            | 7e        | kwalificatie: 7de met 581 punten (294-287) finale: 7de met 679,6 punten |
| Michiko Fukushima  | 10m luchtpistool (v)       | 5e        | kwalificatie: 8ste met 383 punten finale: 5de met 483,7 punten          |
| Yoko Inada         | 10m luchtpistool (v)       | 8e        | kwalificatie: 7de met 383 punten finale: 8ste met 481,2 punten          |
| Taeko Takeba       | trap (v)                   | 16e       | kwalificatie: 16de met 56 punten                                        |
| Yukie Nakayama     | dubbeltrap (v)             | 13e       | kwalificatie: 13de met 94 punten (31-30-33)                             |

### Schoonspringen
| Olympiër     | Onderdeel     | Resultaat | Prestatie                                                                                            |
| ------------ | ------------- | --------- | --- |
| Ken Terauchi | 3m plank (m)  | 8e        | voorronde: 11de met 389,88 punten halve finale: 9de met 616,77 punten finale: 8ste met 634,47 punten |
| Ken Terauchi | 10m toren (m) | 5e        | voorronde: 4de met 457,59 punten halve finale: 5de met 649,08 punten finale: 5de met 636,90 punten   |

### Softbal
| Olympiër | Onderdeel | Resultaat | Prestatie |
| --- | --------- | --------- | --- |
| Reika Utsugi Miyo Yamada Noriko Yamaji Haruka Saito Juri Takayama Hiroko Tamoto Mariko Masubuchi Naomi Matsumoto Emi Naito Kazue Ito Yoshimi Kobayashi Shiori Koseki Misako Ando Yumiko Fujii Taeko Ishikawa | vrouwen   | Zilver    | groepsfase: 1ste W van Cuba: 4-1 W van China: 3-1 W van Verenigde Staten: 2-1 W van Australië: 1-0 W van Canada: 4-3 W van Italië: 2-0 W van Nieuw-Zeeland: 2-1 halve finale: W van Australië: 1-0 finale: V van Verenigde Staten: 1-2 |

| Groepsfase |                  |             |             |             |        |        |        |        |
| #          | Land             | Wedstrijden | Wedstrijden | Wedstrijden | Punten | Punten | Punten | Punten |
| #          | Land             | G           | W           | V           | RV     | RT     | Saldo  | Ptn    |
| 1          | Japan            | 7           | 7           | 0           | 18     | 7      | +9     | 1000   |
| 2          | Australië        | 7           | 6           | 1           | 22     | 5      | +17    | .857   |
| 3          | China            | 7           | 5           | 2           | 26     | 4      | +22    | .714   |
| 4          | Verenigde Staten | 7           | 4           | 3           | 19     | 6      | +3     | .571   |
| 5          | Italië           | 7           | 2           | 5           | 3      | 27     | −24    | .286   |
| 6          | Nieuw-Zeeland    | 7           | 2           | 5           | 12     | 22     | −10    | .286   |
| 7          | Cuba             | 7           | 1           | 6           | 6      | 30     | −24    | .143   |
| 8          | Canada           | 7           | 1           | 6           | 13     | 18     | −5     | .143   |

| Ronde        | Datum  | Plaats        | Land | Score            | Land |
| ------------ | ------ | ------------- | ---- | ---------------- | ---- |
| Groepsfase   |        |               |      |                  |      |
| 17 september | Sydney | Cuba          | 1-4  | Japan            |      |
| 18 september | Sydney | China         | 1-3  | Japan            |      |
| 19 september | Sydney | Japan         | 2-1  | Verenigde Staten |      |
| 20 september | Sydney | Japan         | 1-0  | Australië        |      |
| 21 september | Sydney | Japan         | 4-3  | Canada           |      |
| 22 september | Sydney | Japan         | 2-0  | Italië           |      |
| 23 september | Sydney | Nieuw-Zeeland | 1-2  | Japan            |      |
| Halve finale |        |               |      |                  |      |
| 25 september | Sydney | Japan         | 1-0  | Australië        |      |
| Finale       |        |               |      |                  |      |
| 26 september | Sydney | Japan         | 1-2  | Verenigde Staten |      |

### Synchroonzwemmen
| Olympiër | Onderdeel | Resultaat | Prestatie                                                         |
| --- | --------- | --------- | ----------------------------------------------------------------- |
| Miya Tachibana Miho Takeda                                                                                   | duet      | Zilver    | kwalificatie: 2de met 98,260 punten finale: 2de met 98,650 punten |
| Juri Tatsumi Yoko Yoneda Yuko Yoneda Rei Jimbo Ayano Egami Raika Fujii Miya Tachibana Yoko Isoda Miho Takeda | team      | Zilver    | 98,860 punten                                                     |

### Taekwondo
| Olympiër         | Onderdeel | Resultaat | Prestatie |
| ---------------- | --------- | --------- | --- |
| Kiyoteru Higuchi | -58kg (m) | 10e       | voorronde: V van TPE Huang: 0-4 |
|                  |           |           | |
| Yoriko Okamoto   | -67kg (v) | Brons     | voorronde: W van MAR Bidani: 4-1 kwartfinale: V van NOR Gundersen: 4-7 herkansingen: W van NED Mueskens: 7-5 bronzen finale: W van GBR Stevenson: 6-5 |

### Tafeltennis
| Olympiër                          | Onderdeel      | Resultaat | Prestatie |
| --------------------------------- | -------------- | --------- | --- |
| Seiko Iseki                       | enkelspel (m)  | 17e       | groep F: 3de W van CUB Arado: 3-0 W van USA Cheng: 3-1 2de ronde: V van SWE Waldner: 1-3 (23-21, 13-21, 15-21, 17-21)                                                                             |
| Koji Matsushita                   | enkelspel (m)  | 9e        | groepsfase: vrij 2de ronde: W van HKG Yuk: 3-0 (22-20, 21-19, 21-17) 3de ronde: V van SWE Persson: 0-3 (14-21, 13-21, 19-21)                                                                      |
| Toshio Tasaki                     | enkelspel (m)  | 9e        | groep P: 1ste W van CZE Plachý: 3-0 W van CHI Gambra: 3-1 2de ronde: W van CRO Primorac: 3-0 (25-23, 25-16, 25-17) 3de ronde: V van GER Roßkopf: 2-3 (21-17, 15-21, 13-21, 21-19, 14-21)          |
| Seiko Iseki Toshio Tasaki         | dubbelspel (m) | 9e        | groep E: 1ste W van CHI Gambra/Morales: 2-0 W van BEL J-M Saive/P Saive: 2-0 2de ronde: V van CHN Wang/Yan: 0-3 (18-21, 16-21, 6-21)                                                              |
| Kōji Matsushita Hiroshi Shibutani | dubbelspel (m) | 17e       | groep D: 2de V van DEN Maze/Tugwell: 0-2 W van USA Cheng/Khoa: 2-0 |
|                                   |                |           | |
| An Konishi                        | enkelspel (v)  | 9e        | groepsfase: vrij 2de ronde: W van TPE Xu: 3-0 (21-15, 21-12, 21-15) 3de ronde: V van KOR Ryu: 2-3 (17-21, 20-22, 21-15, 21-17, 20-22)                                                             |
| Chire Koyama                      | enkelspel (v)  | 5e        | groepsfase: vrij 2de ronde: W van KOR Lee: 3-0 (21-10, 22-20, 21-14) 3de ronde: W van TPE Chen-Tong: 3-2 (24-26, 20-22, 21-6, 21-19, 21-15) kwartfinale: V van CHN Wang: 0-3 (19-21, 8-21, 20-22) |
| Rinko Sakata                      | enkelspel (v)  | 17e       | groep F: 1ste W van AUS Miao: 3-0 W van NGR Oshonaike: 3-2 2de ronde: V van GER Gotsch: 0-3 (14-21, 16-21, 15-21)                                                                                 |
| Ai Fujinuma An Konishi            | dubbelspel (v) | 9e        | groep F: 1ste W van CHI Morel/Tepes: 2-1 W van HKG Song/Wong: 2-1 2de ronde: V van KOR Kim/Ryu: 0-3 (13-21, 11-21, 5-21)                                                                          |
| Kazuko Naito Rinko Sakata         | dubbelspel (v) | 17e       | groep B: 2de V van LTU Paškauskienė/Prūsienė: 0-2 W van AUS Fang/Zhou: 2-1 |

### Tennis
| Olympiër                        | Onderdeel      | Resultaat | Prestatie |
| ------------------------------- | -------------- | --------- | --- |
| Satoshi Iwabuchi Thomas Shimada | dubbelspel (m) | 17e       | 1ste ronde: V van SVK Hrbatý/Kučera: 4-6, 3-6                                                                |
|                                 |                |           | |
| Shinobu Asagoe                  | enkelspel (v)  | 33e       | 1ste ronde: V van BEL Callens: 0-6, 4-6                                                                      |
| Ai Sugiyama                     | enkelspel (v)  | 33e       | 1ste ronde: V van AUS Dokic: 0-6, 6-7 (1)                                                                    |
| Nana Miyagi Ai Sugiyama         | dubbelspel (v) | 9e        | 1ste ronde: W van INA Prakusya/Basuki: 6-2, 5-7, 6-4 2de ronde: V van THA Sangaram/Tanasugarn: 6-2, 5-7, 2-6 |

### Triatlon
| Olympiër           | Onderdeel | Resultaat | Prestatie      |
| ------------------ | --------- | --------- | -------------- |
| Hideo Fukui        | mannen    | 36e       | 1:52.04,79     |
| Hiroyuki Nishiuchi | mannen    | 46e       | 1:56.59,76     |
| Takumi Obara       | mannen    | 21e       | 1:50.29,95     |
|                    |           |           |                |
| Akiko Hirao        | vrouwen   | 17e       | 2:04.18,70     |
| Haruna Hosoya      | vrouwen   | DNF       | niet gefinisht |
| Kiyomi Niwata      | vrouwen   | 14e       | 2:03.53,01     |

### Voetbal
| Olympiër | Onderdeel | Resultaat | Prestatie |
| --- | --------- | --------- | --- |
| Seigo Narazaki Yuji Nakazawa Naoki Matsuda Ryuzo Morioka Tsuneyasu Miyamoto Junichi Inamoto Hidetoshi Nakata Tomakazu Myojin Tomoyuki Hirase Shunsuke Nakamura Atsuhiro Miura Tomoyuki Sakai Atsushi Yanagisawa Masashi Motoyama Norihiro Nishi Koji Nakata Naohiro Takahara Ryota Tsuzuki Kota Yoshihara Satoshi Yamaguchi Yasuhito Endo Hitoshi Sogahata | mannen    | 6e        | groep D: 2de W van Zuid-Afrika: 2-1 W van Slowakije: 2-1 V van Brazilië: 0-1 kwartfinale: V van Verenigde Staten: 2-2 (4-5) |

| Groep D |             |             |             |             |             |            |            |            |        |
| #       | Land        | Wedstrijden | Wedstrijden | Wedstrijden | Wedstrijden | Doelpunten | Doelpunten | Doelpunten | Punten |
| #       | Land        | G           | W           | G           | V           | V          | T          | Saldo      | Punten |
| 1       | Brazilië    | 3           | 2           | 0           | 1           | 5          | 4          | +1         | 6      |
| 2       | Japan       | 3           | 2           | 0           | 1           | 4          | 3          | +1         | 6      |
| 3       | Zuid-Afrika | 3           | 1           | 0           | 2           | 5          | 5          | 0          | 3      |
| 4       | Slowakije   | 3           | 1           | 0           | 2           | 4          | 6          | -2         | 3      |

| Ronde        | Datum    | Plaats      | Land | Score | Land |
| ------------ | -------- | ----------- | ---- | ----- | ---- |
| Groepsfase   |          |             |      |       |      |
| 14 september | Canberra | Zuid-Afrika | 1-2  | Japan |      |
| 17 september | Canberra | Slowakije   | 1-2  | Japan |      |
| 20 september | Brisbane | Brazilië    | 1-0  | Japan |      |
| Kwartfinale  |          |             |      |       |      |
| 23 september | Adelaide | Brazilië    | 2-2  | Japan |      |

### Volleybal

#### Beach
| Olympiër                    | Onderdeel | Resultaat | Prestatie |
| --------------------------- | --------- | --------- | --- |
| Yukiko Takahashi Mika Saiki | vrouwen   | 4e        | 1ste ronde: W van JPN Ishizake/Seike: 15-5 2de ronde: W van CZE Celbová/Nováková: 15-2 kwartfinale: W van USA Davis/Jordan: 15-9 halve finale: V van BRA Bede/Behar: 10-15 bronzen finale: V van BRA Pires/Samuel: 0-2 |
| Yuki Ishizaka Rii Seike     | vrouwen   | 4e        | 1ste ronde: V van JPN Takahashi/Saiki: 5-15 herkansingen: V van ITA Gattelli/Perrotta: 5-15 |

### Wielersport
| Olympiër                                              | Onderdeel        | Resultaat | Prestatie                                                                            |
| Baan                                                  | Baan             | Baan      | Baan                                                                                 |
| ----------------------------------------------------- | ---------------- | --------- | ------------------------------------------------------------------------------------ |
| Tomohiro Nagatsuka                                    | sprint (m)       | 16e       | kwalificatie: 13de in 10,595 1ste ronde serie 6: V van CZE Buran herkansingen: 3de   |
| Shinichi Ota                                          | sprint (m)       | 13e       | kwalificatie: 14de in 10,603 1ste ronde serie 5: V van LAT Bērziņš herkansingen: 2de |
| Narihito Inamura                                      | tijdrit (m)      | 9e        | 1.05,085                                                                             |
| Makoto Iijima                                         | puntenkoers (m)  | 16e       | 6 punten                                                                             |
| Yuichiro Kamiyama                                     | keirin (m)       | 16e       | serie 3: 6de herkansingen: 4de                                                       |
| Shinishi Ota                                          | keirin (m)       | 10e       | serie 1: 3de herkansingen: 2de 2de ronde: 6de                                        |
| Narihiro Inamura Yuichiro Kamiyama Tomohiro Nagatsuka | teamsprint (m)   | 5e        | kwalificatie: 5de in 45,406 serie 1: V van Griekenland: 45,264                       |
|                                                       |                  |           |                                                                                      |
| Akemi Morimoto                                        | puntenkoers (v)  | 16e       | 0 punten                                                                             |
| Mountainbike                                          |                  |           |                                                                                      |
| Raita Suzuki                                          | mannen           | 34e       | op 1 ronde                                                                           |
|                                                       |                  |           |                                                                                      |
| Hiroko Nambu                                          | vrouwen          | 26e       | 2:06.03                                                                              |
| Weg                                                   |                  |           |                                                                                      |
| Yoshiyuki Abe                                         | wegwedstrijd (m) | DNF       | niet gefinisht                                                                       |
|                                                       |                  |           |                                                                                      |
| Miho Oki                                              | wegwedstrijd (v) | 41e       | 3:12.40                                                                              |

### Worstelen
| Olympiër           | Onderdeel   | Resultaat   | Prestatie |
| Vrije stijl        | Vrije stijl | Vrije stijl | Vrije stijl |
| ------------------ | ----------- | ----------- | --- |
| Chikara Tanabe     | -54kg (m)   | 10e         | groep 1: 2de W van KOR Moon: 8-2 V van USA Henson: 1-9                                                                                           |
| Chikara Tanabe     | -63kg (m)   | 13e         | groep 2: 2de W van GEO Tushishvili: 4-3 V van CUB Ortiz: 1-4                                                                                     |
| Takahiro Wada      | -69kg (m)   | 12e         | groep 3: 3de V van UKR Zazirov: 2-3 V van MDA Diaconu: 2-4                                                                                       |
| Tatsuo Kawai       | -69kg (m)   | 16e         | groep 1: 3de V van UKR Bichinashvili: 1-7 V van MKD Ibragimov: 5-6                                                                               |
| Grieks-Romeins     |             |             | |
| Makoto Sasamoto    | -58kg (m)   | 8e          | groep 5: 2de V van BUL Nazaryan: 0-11 W van TKM Gukulov: 5-3 W van AUS Cash: 25-0                                                                |
| Yasutoshi Motoki   | -63kg (m)   | 9e          | groep 6: 3de V van SUI Motzer: 3-8 W van NZL Amani: 14-0 V van UKR Kamyshenko: 1-3                                                               |
| Katsuhiko Nagata   | -69kg (m)   | Zilver      | groep 5: 1ste W van UZB Biktyakov: 3-1 V van USA Sims: 2-4 kwartfinale: vrij halve finale: W van RUS Glushkov: 3-1 finale: V van CUB Azcuy: 0-11 |
| Takamitsu Katayama | -76kg (m)   | 17e         | groep 4: 3de G van HUN Berzicza: 2-2 V van RUS Kardanov: 0-4                                                                                     |

### Zeilen
| Olympiër                            | Onderdeel   | Resultaat | Prestatie                                                    |
| ----------------------------------- | ----------- | --------- | ------------------------------------------------------------ |
| Motokazu Kenjo                      | mistral (m) | 20e       | 136,0 punten: (10-18-9-20-28-12-12-12-15-OCS-31)             |
| Eiichiro Hamazaki Yuji Miyai        | 470 (m)     | 18e       | 133,0 punten: (19-22-26-13-4-16-17-18-10-16-20)              |
|                                     |             |           |                                                              |
| Masako Imai                         | mistral (v) | 10e       | 78,0 punten: (6-12-10-10-15-5-9-11-16-7-8)                   |
| Maiko Sato                          | europe (v)  | 23e       | 172,0 punten: (21-13-20-22-22-17-22-24-22-23-13)             |
| Yumiko Shige Yurie Alicia Kinoshita | 470 (v)     | 8e        | 66,0 punten: (9-5-10-7-1-14-8-3-12-12-11)                    |
|                                     |             |           |                                                              |
| Kunio Suzuki                        | laser       | 27e       | 202,0 punten: (38-12-19-15-32-36-17-24-24-30-28)             |
| Kenji Nakamura Tomoyuki Sasaki      | 49er        | 16e       | 173,0 punten: (4-4-10-15-9-16-17-15-15-13-16-17-14-16-14-12) |

### Zwemmen
| Olympiër                                                | Onderdeel             | Resultaat | Prestatie                                                                          |
| ------------------------------------------------------- | --------------------- | --------- | ---------------------------------------------------------------------------------- |
| Masato Hirano                                           | 400m vrije slag (m)   | 11e       | serie 4: 4de in 3.51,42 (AS)                                                       |
| Yota Arase                                              | 1500m vrije slag (m)  | 16e       | serie 6: 6de in 15.18,20                                                           |
| Masato Hirano                                           | 1500m vrije slag (m)  | 13e       | serie 5: 4de in 15.14,43 (AS)                                                      |
| Akira Hayashi                                           | 100m schoolslag (m)   | 21e       | serie 9: 7de in 1.02,86                                                            |
| Kosuke Kitajima                                         | 100m schoolslag (m)   | 4e        | serie 7: 2de in 1.01,68 halve finale 2: 3de in 1.01,31 (AS) finale: 4de in 1.01,34 |
| Akira Hayashi                                           | 200m schoolslag (m)   | 13e       | serie 5: 3de in 2.15,54 halve finale 2: 7de in 2.15,16                             |
| Kosuke Kitajima                                         | 200m schoolslag (m)   | 17e       | serie 7: 5de in 2.15,71                                                            |
| Takashi Yamamoto                                        | 100m vlinderslag (m)  | 5e        | serie 6: 1ste in 52,91 halve finale 1: 2de in 53,10 finale: 5de in 52,58 (AS)      |
| Hisayoshi Tanaka                                        | 200m vlinderslag (m)  | 12e       | serie 4: 4de in 1.59,00 halve finale 1: 7de in 1.58,06                             |
| Takashi Yamamoto                                        | 200m vlinderslag (m)  | 9e        | serie 5: 5de in 1.58,07 halve finale 1: 4de in 1.57,66                             |
| Jiro Miki                                               | 200m wisselslag (m)   | 16e       | serie 6: 6de in 2.03,33 halve finale 1: 8ste in 2.03,90                            |
| Susumu Tabuchi                                          | 200m wisselslag (m)   | 30e       | serie 7: 8ste in 2.05,68                                                           |
| Shinya Taniguchi                                        | 400m wisselslag (m)   | 8e        | serie 5: 3de in 4.17,36 (AS) finale: 8ste in 4.20,93                               |
| Susumu Tabuchi                                          | 400m wisselslag (m)   | 13e       | serie 6: 3de in 4.20,76                                                            |
|                                                         |                       |           |                                                                                    |
| Sumika Minamoto                                         | 50m vrije slag (v)    | 8e        | serie 10: 4de in 25,52 halve finale 1: 4de in 25,43 finale: 8ste in 25,65          |
| Sumika Minamoto                                         | 100m vrije slag (v)   | 7e        | serie 5: 3de in 55,80 halve finale 2: 4de in 55,62 finale: 7de in 55,53            |
| Yasuko Tajima                                           | 400m vrije slag (v)   | 23e       | serie 4: 8ste in 4.17,23                                                           |
| Sachiko Yamada                                          | 400m vrije slag (v)   | 12e       | serie 5: 5de in 4.12,45                                                            |
| Sachiko Yamada                                          | 800m vrije slag (v)   | 23e       | serie 4: 8ste in 4.17,23                                                           |
| Junko Isoda                                             | 100m schoolslag (v)   | DNS       | serie 4: niet gestart                                                              |
| Masami Tanaka                                           | 100m schoolslag (v)   | 6e        | serie 4: 3de in 1.09,12 halve finale 2: 4de in 1.09,04 finale: 6de in 1.08,37      |
| Junko Isoda                                             | 200m schoolslag (v)   | 16e       | serie 5: 6de in 2.29,60 halve finale 1: 8ste in 2.31,71                            |
| Masami Tanaka                                           | 200m schoolslag (v)   | 7e        | serie 4: 3de in 2.27,39 halve finale 2: 4de in 2.26,24 finale: 7de in 2.26,98      |
| Maki Mita                                               | 100m vlinderslag (v)  | 21e       | serie 7: 7de in 1.00,97                                                            |
| Junko Onishi                                            | 100m vlinderslag (v)  | 6e        | serie 5: 2de in 59,11 halve finale 2: 4de in 59,04 finale: 6de in 59,13            |
| Maki Mita                                               | 200m vlinderslag (v)  | 8e        | serie 5: 2de in 2.09,85 halve finale 1: 3de in 2.09,88 finale: 8ste in 2.10,72     |
| Yuko Nakanishi                                          | 200m vlinderslag (v)  | 7e        | serie 3: 3de in 2.10,22 halve finale 1: 4de in 2.09,89 finale: 7de in 2.09,66      |
| Tomoko Hagiwara                                         | 200m wisselslag (v)   | 8e        | serie 3: 2de in 2.15,16 halve finale 2: 4de in 2.15,09 finale: 8ste in 2.15,64     |
| Yasuko Tajima                                           | 200m wisselslag (v)   | 26e       | serie 3: 7de in 2.21,65                                                            |
| Yasuko Tajima                                           | 400m wisselslag (v)   | Zilver    | serie 2: 1ste in 4.40,35 finale: 2de in 4.35,96 (NR)                               |
| Junko Onishi Masami Tanaka Sumika Minamoto Mai Nakamura | 4x100m wisselslag (v) | Brons     | serie 2: 2de in 4.05,76 (NR) finale: 3de in 4.04,16 (NR)                           |

Albanië · Algerije · Amerikaanse Maagdeneilanden · Amerikaans-Samoa · Andorra · Angola · Antigua en Barbuda · Argentinië · Armenië · Aruba · Australië · Azerbeidzjan · Bahama's · Bahrein · Bangladesh · Barbados · België · Belize · Benin · Bermuda · Bhutan · Bolivia · Bosnië en Herzegovina · Botswana · Brazilië · Britse Maagdeneilanden · Brunei · Bulgarije · Burkina Faso · Burundi · Cambodja · Canada · Centraal-Afrikaanse Republiek · Chili · China · Chinees Taipei · Colombia · Comoren · Congo-Brazzaville · Congo-Kinshasa · Cookeilanden · Costa Rica · Cuba · Cyprus · Denemarken · Djibouti · Dominica · Dominicaanse Republiek · Duitsland · Ecuador · Egypte · El Salvador · Equatoriaal-Guinea · Eritrea · Estland · Ethiopië · Fiji · Filipijnen · Finland · Frankrijk · Gabon · Gambia · Georgië · Ghana · Grenada · Griekenland · Groot-Brittannië · Guam · Guatemala · Guinee · Guinee‑Bissau · Guyana · Haïti · Honduras · Hongarije · Hongkong · Ierland · IJsland · India · Indonesië · Irak · Iran · Israël · Italië · Ivoorkust · Jamaica · Japan · Jemen · Joegoslavië · Jordanië · Kaaimaneilanden · Kaapverdië · Kameroen · Kazachstan · Kenia · Kirgizië · Koeweit · Kroatië · Laos · Lesotho · Letland · Libanon · Liberia · Libië · Liechtenstein · Litouwen · Luxemburg · Macedonië · Madagaskar · Malawi · Malediven · Maleisië · Mali · Malta · Marokko · Mauritanië · Mauritius · Mexico · Micronesië · Moldavië · Monaco · Mongolië · Mozambique · Myanmar · Namibië · Nauru · Nederland · Nederlandse Antillen · Nepal · Nicaragua · Nieuw-Zeeland · Niger · Nigeria · Noord-Korea · Noorwegen · Oeganda · Oekraïne · Oezbekistan · Oman · Oostenrijk · Pakistan · Palau · Palestina · Panama · Papoea-Nieuw-Guinea · Paraguay · Peru · Polen · Portugal · Puerto Rico · Qatar · Roemenië · Rusland · Rwanda · Saint Kitts en Nevis · Saint Lucia · Saint Vincent en Grenadines · Salomonseilanden · Samoa · San Marino ·  Sao Tomé en Principe · Saoedi-Arabië · Senegal · Seychellen · Sierra Leone · Singapore · Slovenië · Slowakije · Soedan · Somalië · Spanje · Sri Lanka · Suriname · Swaziland · Syrië · Tadzjikistan · Tanzania · Thailand · Togo · Tonga · Trinidad en Tobago · Tsjaad · Tsjechië · Tunesië · Turkije · Turkmenistan · Uruguay · Vanuatu · Venezuela · Verenigde Arabische Emiraten · Verenigde Staten · Vietnam · Wit-Rusland · Zambia · Zimbabwe · Zuid-Afrika · Zuid-Korea · Zweden · Zwitserland · Individuele olympische atleten